# Jablůnka
Jablůnka je obec v okrese Vsetín ve Zlínském kraji. Leží v údolí Vsetínské Bečvy zhruba šest kilometrů severozápadně od Vsetína. Žije zde přibližně 2 100 obyvatel.
Nachází se zde Základní škola Jablůnka.
Jižně od středu obce se nachází nejhlubší vrt na území Česka – vrt Jablůnka-1 z roku 1982 o hloubce 6506 metrů. Vrt byl zaměřen na ověření možnosti výskytu ropy a zemního plynu v hlubších vrstvách karbonských a devonských sedimentů.

## Historie
První písemná zmínka o obci pochází z roku 1505.
V roce 1850 bylo zahájeno vyučování dětí v domku č. 122. Domek patřil fojtovi, který v něm zdarma přenechal pro výuku dětí jednu místnost. Asi v roce 1852 byl zdejšími evangelíky zakoupen domek č. 16, jež začal sloužil jako konfesijní škola a modlitebna evangelíků. Výnosem ze dne 25. 9. 1885 došlo k transformaci konfesijní školy na školu obecnou.

## Obyvatelstvo
| Rok            | 1869 | 1880  | 1890  | 1900  | 1910  | 1921  | 1930  | 1950  | 1961  | 1970  | 1980  | 1991  | 2001  | 2011  | 2021  |
| -------------- | ---- | ----- | ----- | ----- | ----- | ----- | ----- | ----- | ----- | ----- | ----- | ----- | ----- | ----- | ----- |
| Počet obyvatel | 900  | 1 001 | 1 010 | 1 098 | 1 131 | 1 118 | 1 200 | 1 330 | 1 706 | 1 843 | 1 973 | 1 919 | 1 974 | 1 953 | 1 948 |
| Počet domů     | 126  | 140   | 151   | 161   | 162   | 171   | 209   | 295   | 327   | 373   | 432   | 537   | 577   | 608   | 637   |

## Obecní správa

### Obecní symboly
Znak a vlajka byly obci uděleny rozhodnutím předsedy Poslanecké sněmovny Parlamentu České republiky dne 15. prosince 1998.

## Pamětihodnosti
- Evangelický kostel (v Jablůnce je Farní sbor Českobratrské církve evangelické v Jablůnce)
- Pomník obětem 1. a 2. světové války
- Krucifix u silnice

## Osobnosti
- Jan Rous († 1950 Jablůnka), kronikář, zakladatel sborníku Naše Valašsko
- Zdeněk Rous, nadporučík letectva československé armády
- Antonín Fojtů, český námořní kapitán na lodích Československé námořní plavby, spisovatel
- Karel Hofman, český akademický malíř
- František Segrado, zpěvák

## Fotogalerie

Jablůnka
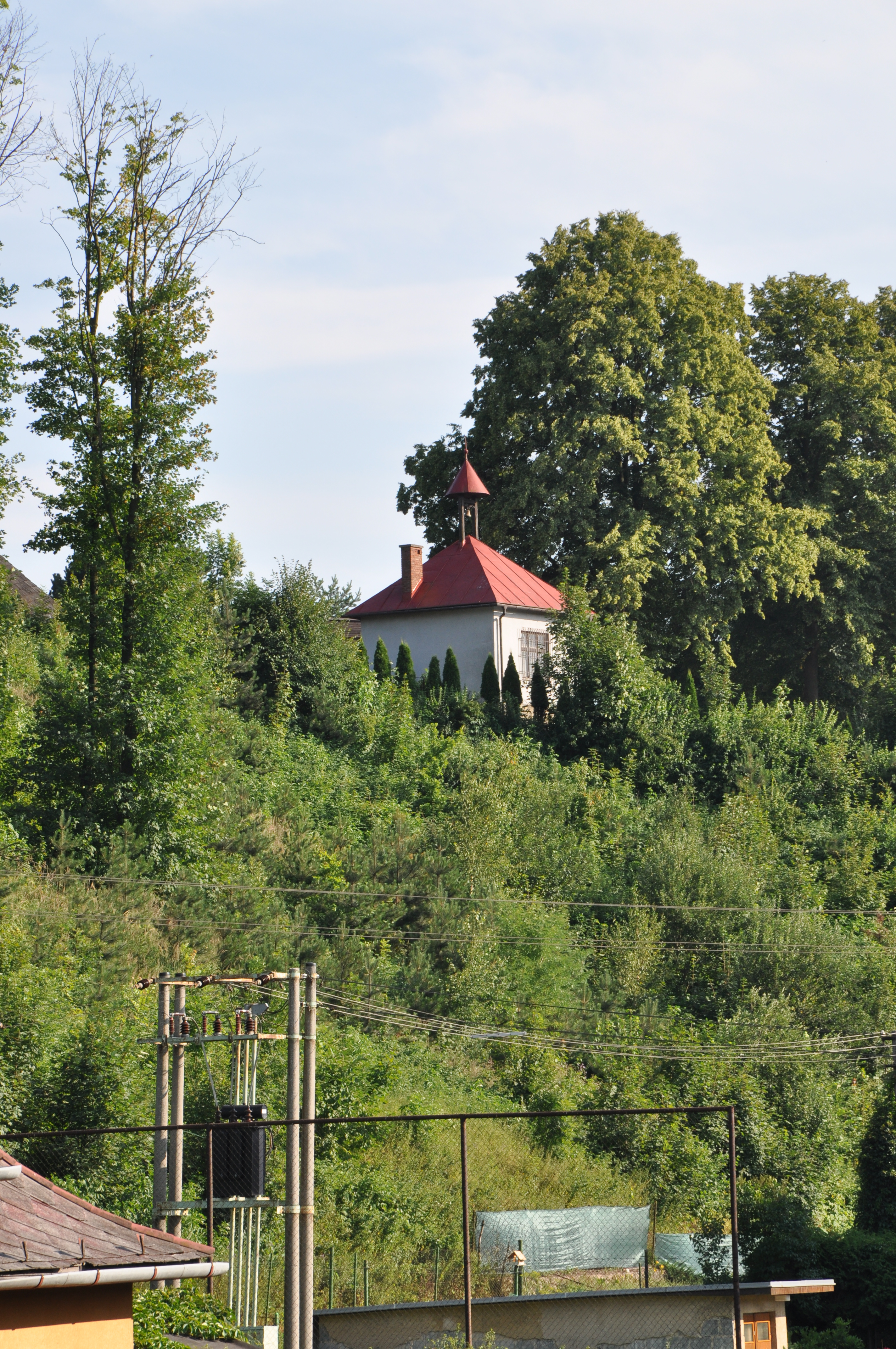
Zvonice
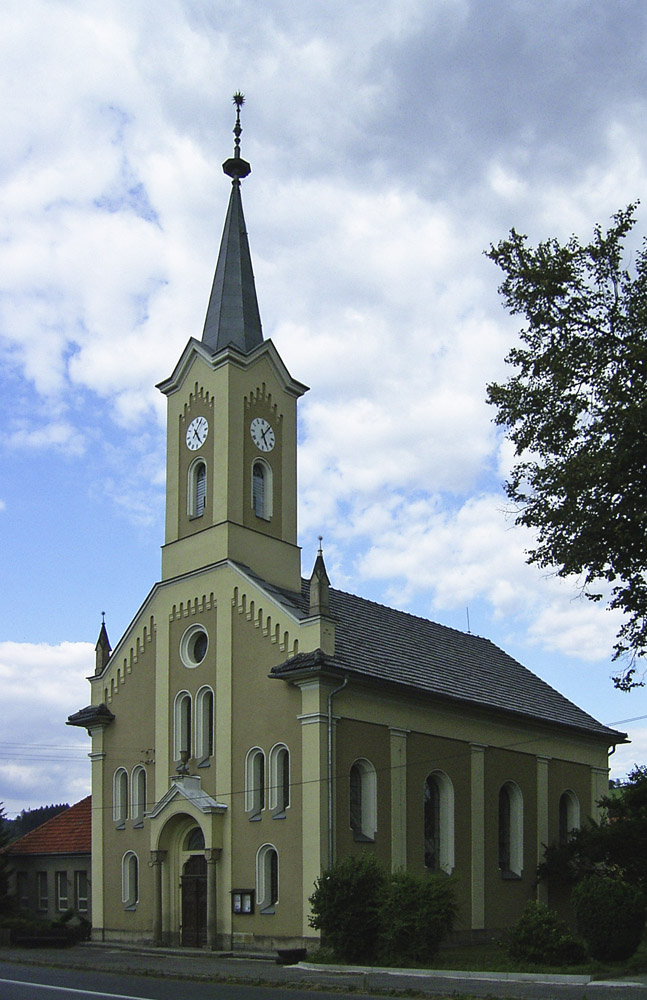
Evangelický kostel
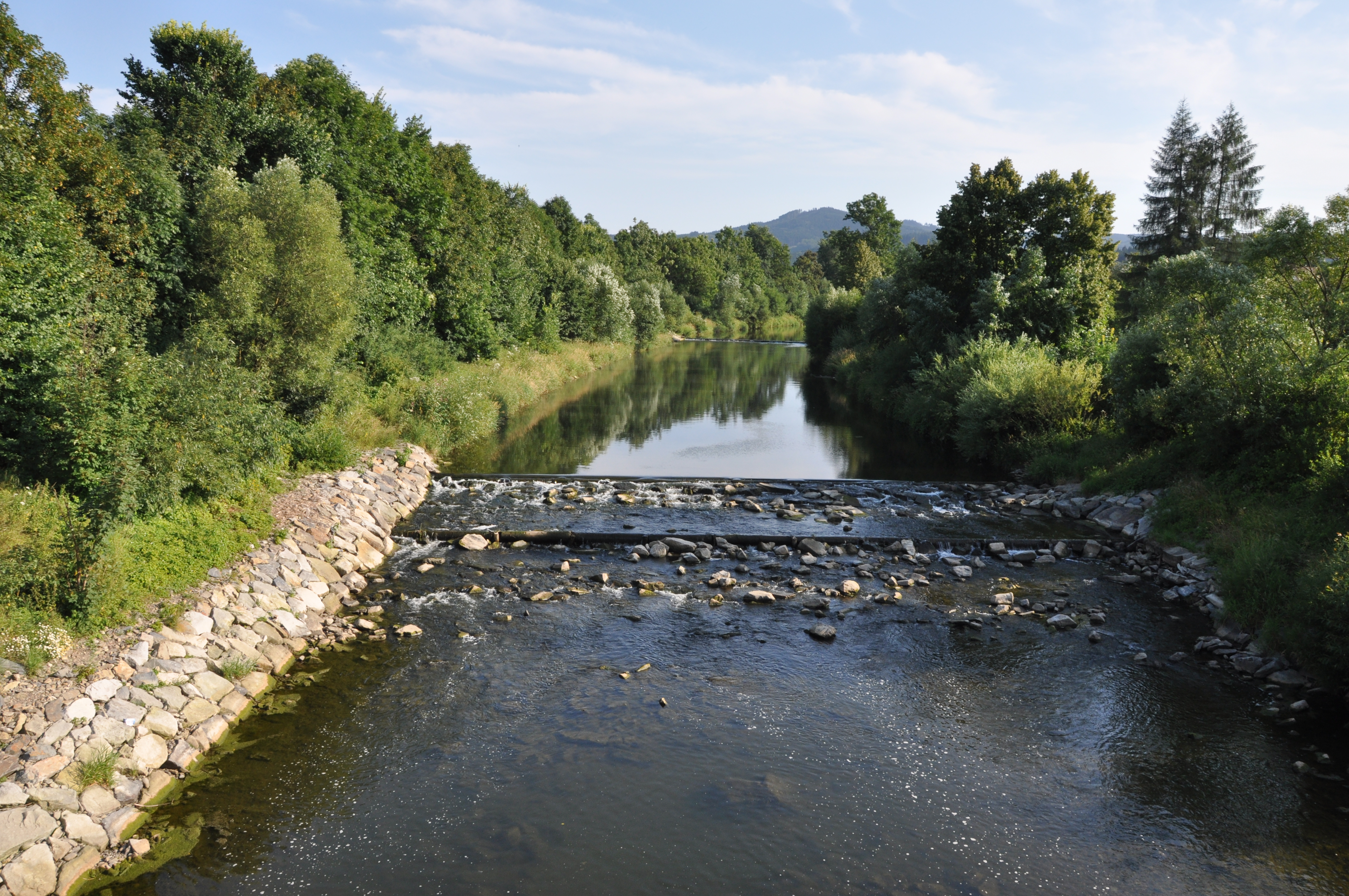
Bečva mezi Jablůnkou a Pržnem
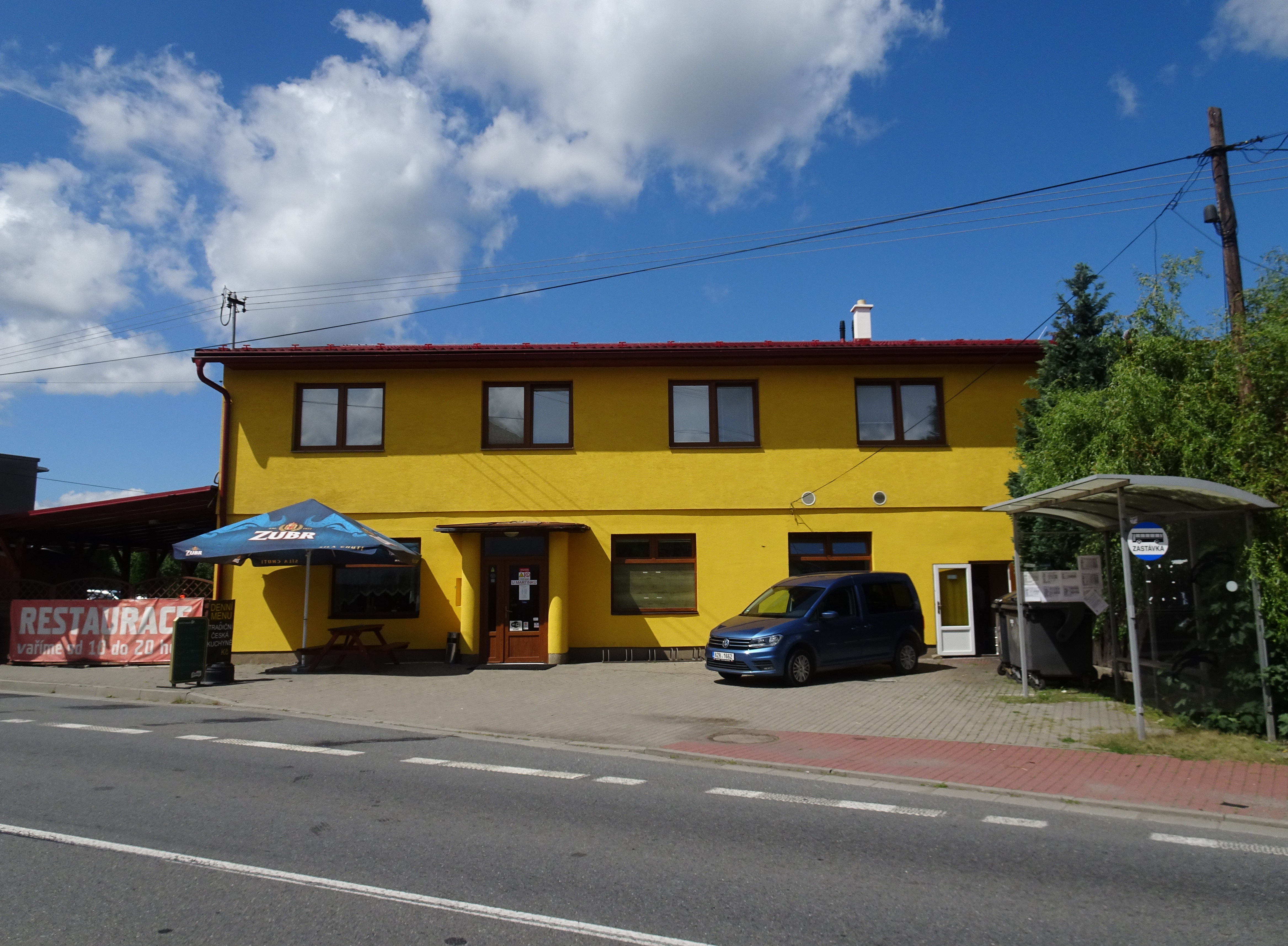
Restaurace U Martinků
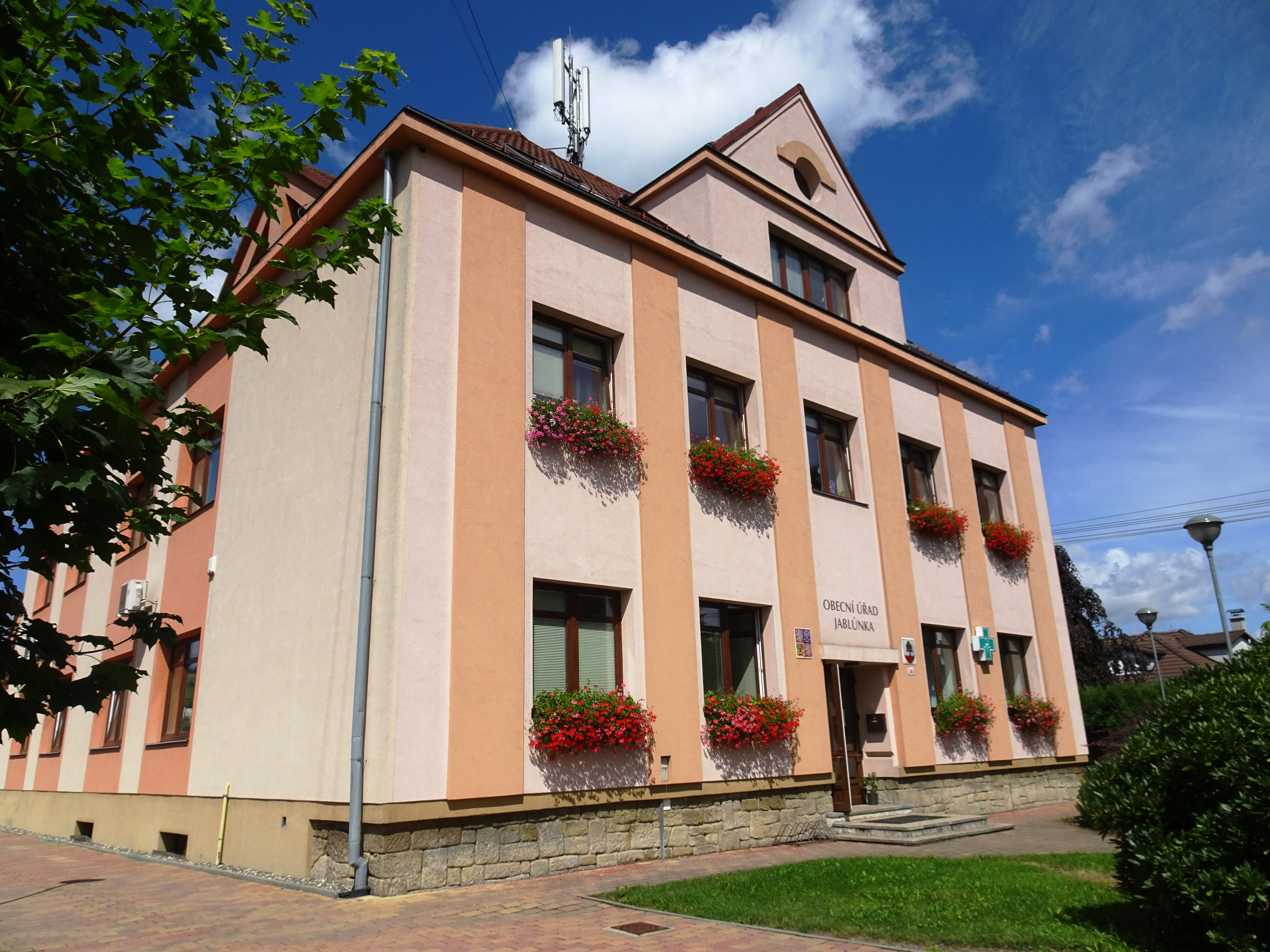
Obecní úřad
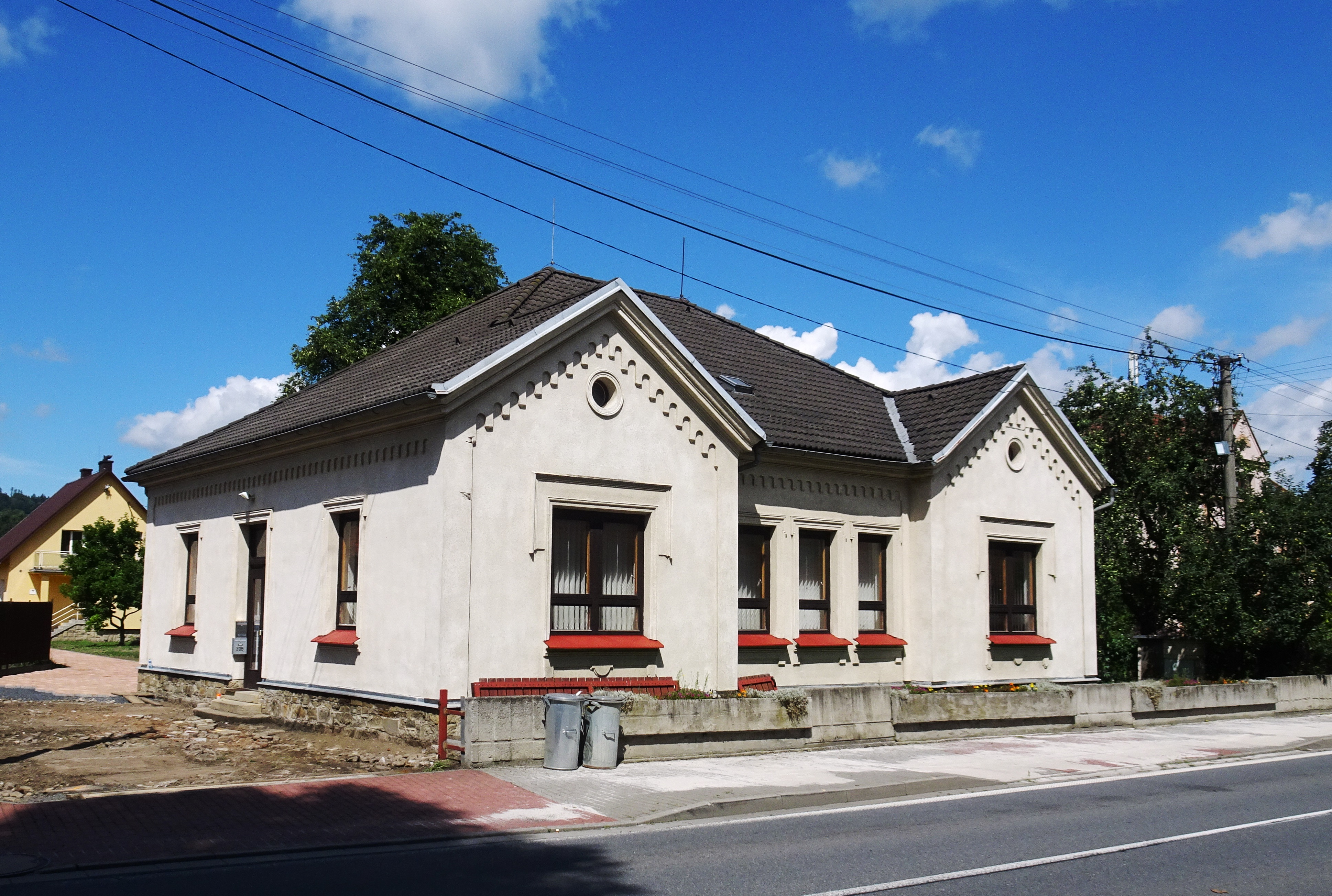
Fara